# Гёзенрот
Гёзенрот (нем. Gösenroth) — община в Германии, в земле Рейнланд-Пфальц. 
Входит в состав района Биркенфельд. Подчиняется управлению Раунен.  Население составляет 251 человек (на 31 декабря 2010 года). Занимает площадь 4,49 км².